# Гнилов, Николай Александрович
Николай Александрович Гнилов (12 февраля 1953 — 2 апреля 1988, Свердловск) — советский футболист, вратарь. Мастер спорта СССР (1987).

## Биография
Воспитанник магнитогорского футбола, тренер — К. Н. Дмитриев.
Начал взрослую карьеру в 1970 году в составе местного «Металлурга» в классе «Б» и провёл в команде четыре сезона. Выступал за юношескую и взрослую сборную РСФСР, где конкурировал за вратарскую позицию с Ринатом Дасаевым.
В 1974 году перешёл в «Уралмаш», провёл в команде два сезона в первой лиге. После вылета «Уралмаша» из первой лиги по итогам сезона 1975 года вернулся в Магнитогорск, однако в 1978 году снова перешёл в свердловский клуб. Всего выступал за «Уралмаш» в течение 12 сезонов, сыграв за это время 292 матча в первенствах страны в первой и второй лигах (с учётом периода 1974—1975 годов).
Всего за свою карьеру провёл в первенствах страны более 400 матчей, из них 127 — в первой лиге и более 270 — во второй. В Кубке СССР принимал участие в матчах против команд высшей лиги — московских «Торпедо» и ЦСКА.
Скончался в Свердловске 2 апреля 1988 года на 36-м году жизни. Похоронен на Северном кладбище.
В 2010-е годы в Магнитогорске на традиционном зимнем турнире «Снежный мяч» лучшим вратарям вручается приз памяти Николая Гнилова.